# 实效临床试验
实效临床试验（pragmatic clinical trails, PCT），又称实用临床试验，是指尽可能接近真实世界临床实践的临床试验，旨在衡量干预措施在常规临床实践中的效果。